# Такигути, Юсё
Юсё Такигути (яп. 滝口 悠生 Ю:сё: Такигути, род. 18 октября 1982 года) — японский писатель
, лауреат ряда литературных наград.
Родился в посёлке Хатидзё одноимённого округа в составе Токио; отец — преподаватель классический японской литературы. Бо́льшую часть детства провёл в городе Ирума (префектура Сайтама). Поступил в Университет Васэда, но учёбу там бросил. 
Жена — книжный дизайнер Асами Сато.

## Награды
- 2011: премия литературного журнала «Синтё» за «Музыкальные инструменты» (яп. 楽器 гакки).
- 2015: премия Номы для начинающих писателей за «Любовь и жизнь» (яп. 愛と人生 аи то дзинсэй).
- 2016: премия Рюноскэ Акутагавы за работу «Тот, кто не умер» (яп. 死んでいない者 синдэйнай моно).
- 2022: премия Сакуносукэ Оды за «Горизонт» (яп. 水平線 суйхэйсэн)
- 2023: премия в области искусств Министерства образования, культуры, спорта, науки и технологий за «Горизонт» (яп. 水平線 суйхэйсэн).
- 2023: премия Ясунари Кавабаты за «Движение в противоположном направлении» (яп. 反対方向行き хантай хо:ко: ики)[1].